# Willem Pijper

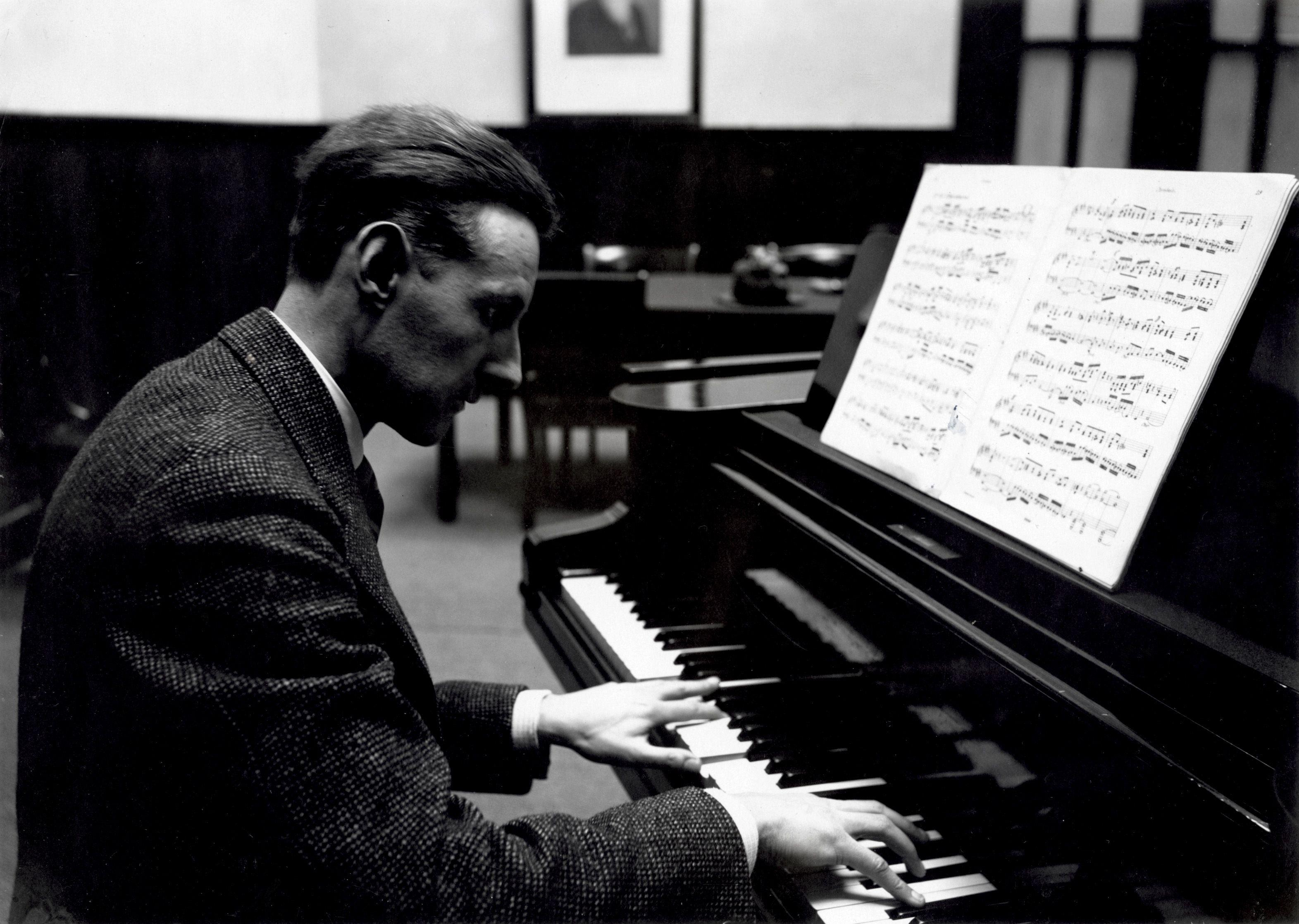
Willem Pijper

Willem Frederik Johannes Pijper (* 8. September 1894 in Zeist, Provinz Utrecht; † 18. März 1947 in Leidschendam, Provinz Zuid-Holland) war ein niederländischer Komponist.

## Leben
Pijper wurde als Sohn einer streng calvinistischen Familie aus dem Arbeitermilieu geboren. Sein Vater, der gelegentlich Psalmbegleitungen auf dem Harmonium spielte, brachte ihm die Noten des Violinschlüssels bei, als er fünf Jahre alt war. Willem entdeckte anschließend, wie Kreuz- und B-Vorzeichen verwendet werden und begann, einfache Melodien zu komponieren. Sein Interesse an symmetrischen musikalischen Strukturen trat bereits in diesem frühen Alter deutlich zutage. Mit zehn Jahren begann sein regulärer Klavierunterricht, und er machte rasche Fortschritte.
Seine schwächliche Konstitution als Kind führte dazu, dass er bis zum Alter von 13 Jahren zu Hause unterrichtet wurde, 1912 jedoch, nach drei Jahren am Gymnasium, kam Pijper an die Musikhochschule Utrecht, wo Johan Wagenaar sein Kompositionslehrer wurde. 1915 legte er die Prüfungen in den Theoriefächern ab. Abgesehen von dieser kurzen Studienzeit bei Wagenaar war Pijper als Komponist Autodidakt.
Pijpers musikalische Entwicklung ging schnell vonstatten. Der stilistische Unterschied zwischen seiner 1. Sinfonie (in der der Einfluss Mahlers unüberhörbar ist) und der 2. Sinfonie ist erheblich, und zwischen 1918 und 1922 wurde er einer der fortschrittlicheren europäischen Komponisten. In jedem aufeinanderfolgenden Werk ging er einen Schritt weiter, ausgehend von seiner Konzeption, dass jedes Kunstwerk aus einer Anzahl von „Keimzellen“ hervorzugehen habe (ein Prinzip, das möglicherweise von seinem Interesse an der Botanik als Junge herrührt).
Ab 1919 lässt sich Pijpers Musik als atonal beschreiben. Dies ist weniger eine Frage von bewusster Aufgabe der Tonalität durch Pijper; vielmehr kam die Entwicklung seines harmonischen Stils in diese Richtung durch sein polyphones Denken und sein Verständnis von Kontrapunkt zustande. Dennoch blieb Pijper ein Komponist mit ausgeprägt emotionalem Charakter, wie seine 3. Sinfonie belegt. Pijpers späteres Werk bedient sich eines „peritonalen“ (oder polytonalen) Stils, der auf selbst entwickelten Skalen basiert.
Als Lehrer nahm Pijper großen Einfluss auf die moderne Musik der Niederlande und war Lehrer vieler holländischer Komponisten, die dann von den 1950er bis 1970er Jahren prominent wurden. Er war Professor für Instrumentation am Konservatorium Amsterdam, und von 1930 bis zu seinem Tod 1947 Rektor am Konservatorium Rotterdam. 1929 und 1933 wirkte er als Juror bei den Weltmusiktagen der Internationalen Gesellschaft für Neue Musik (ISCM World Music Days).
Pijper gab gelegentlich Klavierabende, aber seine Tätigkeit als Kritiker war von größerer Bedeutung. 1926 begründete er mit Paul F. Sanders die Zeitschrift De Muziek, zu der er zahlreiche Aufsätze beisteuerte. Sammlungen seiner Essys wurden von Querido (Amsterdam) unter dem Titel De Quintencirckel bzw. De Stemvork veröffentlicht.
Pijper verbrachte in den Kriegsjahren viel Zeit mit der Arbeit an der Oper Merlijn, die auf der Artus-Legende basiert. Er arbeitete an dem Projekt über sechs Jahre, wenngleich das Werk nie vollendet wurde.
Gegen Ende des Jahres 1946 wurde bei ihm Krebs diagnostiziert. Während der letzten Wochen seines Lebens überarbeitete er die Instrumentierung seines Konzertes für Cello und Orchester. Pijper gilt als eine der wichtigsten Erscheinungen der niederländischen Musik. In seinen 53 Lebensjahren gelang es ihm, der Musik seines Landes einen hervorragenden Platz im europäischen Musikleben zu sichern. 1950 wurde ihm postum die Ehrenmitgliedschaft der International Society for Contemporary Music ISCM zugesprochen.

## Werke

### Orchestermusik
- 1. Sinfonie „Pan“ (1917)
- 2. Sinfonie (1921)
- 3. Sinfonie (1926)
- 6 Adagios (1940)
- 6 Sinfonische Epigramme (1928)
- Konzert für Klavier und Orchester (1927)
- Orchesterstück mit Klavier (1915)
- Konzert für Violine und Orchester (1938–39)
- Konzert für Cello und Orchester (1936/47)

### Kammermusik
- Septett für Flöte/Piccolo, Oboe/Englischhorn, Klarinette, Fagott, Horn, Kontrabass und Klavier (1920)
- Sextett für Flöte, Oboe, Klarinette, Fagott, Horn und Klavier (1923)
- Phantasie für Flöte, Oboe, Klarinette, Fagott, Horn und Klavier (1927) über Mozarts Phantasie für eine Spieluhr
- Bläserquintett (1929)
- 1. Streichquartett (1914)
- 2. Streichquartett (1920)
- 3. Streichquartett (1923)
- 4. Streichquartett (1928)
- 5. Streichquartett (1946)
- Quattro Pezzi Antichi für 3 Violinen und Cello (1923)
- Trio für Flöte, Klarinette und Fagott (1926–27)
- Trio Nr. 1 für Violine, Cello und Klavier (1914)
- Trio Nr. 2 für Violine, Cello und Klavier (1921)
- Sonate für Flöte und Klavier (1925)
- Sonate Nr. 1 für Violine und Klavier (1919)
- Sonate Nr. 2 für Violine und Klavier (1922)
- Sonate Nr. 1 für Cello und Klavier (1919)
- Sonate Nr. 2 für Cello und Klavier (1924)
- Sonate für Violine solo (1931)
- Passapied für Carillon (1916)

### Klaviermusik
- De Boufon, Het Patertje Langs den Kant, Scharmoes for piano solo (1926) in the series "Folk Dances of the World"
- Klaviersonate (1930)
- Sonate für 2 Klaviere (1935)
- Sonatina Nr. 1 für Klavier (1917)
- Sonatina Nr. 2 für Klavier (1925)
- Sonatina Nr. 3 für Klavier (1925)
- Thema und fünf Variationen für Klavier solo (1913)
- Drei Aphorismen für Klavier solo (1915)

### Chorwerke
- La fille morte dans ses amours (1921) aus „Deux Ballades de Paul Fort“
- Le marchand de sable geork Nr. 1 & 2 (1934) aus „Deux Ballades de Paul Fort“
- Chanson Réveilles-vous piccars (1932–33)
- De Lente Komt (1917) (René de Clercq)
- Op den Weefstoel (1918) (René de Clercq)
- Heer Danielken (1925)
- Heer Halewijn (1920)
- Vanden Coning van Castilien (1936)

### Gesang (mit Instrumentalbegleitung)
- Fête Galantes (1916) (Paul Verlaine)
- Hymne (1941–43) (Pieter Cornelis Boutens)
- Lieder aus "Der Sturm" (1930) (William Shakespeare)
- Die Nächtliche Heerschau (1922/43) (Joseph Christian von Zedlitz)
- Romance sans paroles, C'est le chien de Jean de Nivelle (1921) (Paul Verlaine)

### Stimme und Klavier
- Allerseelen (1914) (H. von Gilm)
- Douwdeuntje (1916) (René de Clercq)
- Fêtes Galantes (1916) (Paul Verlaine)
- 2 Lieder auf alte niederländische Texte (1923)
- Four Songs (1916) (Bertha de Bruyn)
- La Maumariée (1919–20)
- Huit Noëls de France (1919)
- Acht oud-Hollandsche liederen, erste Serie (1924)
- Acht oud-Hollandsche liederen, zweite Serie (1935)
- Oud-Hollandsche minneliederen (1920/1942)
- Vieilles chansons de France (1918/1946)
- Twee Wachterliederen (1934)
- Zestiende-eeuwsch Marialied (1929)

### Schauspielmusik
- Antigone (1920/1926) (Sophocles/Balthazar Verhagen)
- De Bacchanten (1924) (Euripides/Balthazar Verhagen)
- De Cycloop (1925) (Euripides/Balthazar Verhagen)
- Faëton of Reuckelose Stoutheit (1937) (van Joost van den Vondel)
- The Tempest (1929–30) (William Shakespeare)

### Opern
- Halewijn (1932–34), sinfonisches Drama in 9 Szenen
- Merlijn (1939–42) (unvollendet), sinfonisches Drama in 3 Akten (Simon Vestdijk, Libretto)